# Hermann Kerger
Hermann Kerger (* 3. März 1906 in Busendorf, Lothringen; † 12. April 2009 in Frankfurt (Main)) war ein deutscher Allgemeinarzt und ärztlicher Standespolitiker.

## Leben und Wirken
Der gebürtige Lothringer studierte in Frankfurt am Main Medizin und erhielt seine Approbation im Jahr 1930. Nachdem er zunächst drei Jahre in Brasilien als Landarzt tätig gewesen war, ließ sich Kerger 1936 als praktischer Arzt in Frankfurt/Main nieder. Kerger trat zum 1. Mai 1933 der NSDAP bei (Mitgliedsnummer 3.494.686). Er war SS-Führer (SS-Nummer 134.960) im Sicherheitsdienst (SD), wurde 1936 zum SS-Untersturmführer und 1938 zum SS-Obersturmführer ernannt. Nach Kriegsdienst als Sanitätsoffizier in Russland und Kriegsgefangenschaft eröffnete er 1948 erneut seine Frankfurter Praxis.
Kerger war Mitbegründer und langjähriger 1. Vorsitzender der Deutschen Gesellschaft für Allgemeinmedizin. Berufspolitisch engagierte sich Kerger im Hartmannbund, dessen Ehrenmitglied er wurde. Bereits vor dem Zweiten Weltkrieg trat er dem Verband bei. Darüber hinaus war Kerger Mitglied des Präsidiums der Landesärztekammer Hessen und Mitglied des dortigen Präsidiums. Er war Mitglied des Deutschen Senats für ärztliche Fortbildung und der Deutschen Akademie für Allgemeinmedizin der Bundesärztekammer.
Kerger gilt als ein Pionier der ärztlichen Fortbildung in Deutschland. Er war Mitbegründer der Akademie für ärztliche Fortbildung und Weiterbildung der Landesärztekammer Hessen in Bad Nauheim und deren Vorsitzender von 1971 bis 1986.

## Veröffentlichungen
- Hermann Kerger: Die ärztliche Fortbildung. Ziele, Organisation, Programmgestaltung und Modelle einer permanenten Fortbildung. Springer 1986

## Ehrungen
- Hartmann-Thieding-Plakette des Hartmannbundes
- Ernst-von-Bergmann-Plakette der Bundesärztekammer
- Ehrenzeichen der Hessischen Ärzteschaft
- Ehrenplakette der Akademie für ärztliche Fort- und Weiterbildung der Landesärztekammer Hessen in Gold
- 1981: Paracelsus-Medaille der Deutschen Ärzteschaft